# آندری مدودف
آندری مدودف (اوکراینی: Андрій Медведєв؛ زاده ۳۱ اوت ۱۹۷۴) یک تنیس‌باز اهل اتحاد جماهیر شوروی سوسیالیستی است.